# Nepterotaea dorotheata
Nepterotaea dorotheata är en fjärilsart som beskrevs av Sperry 1949. Nepterotaea dorotheata ingår i släktet Nepterotaea och familjen mätare. Inga underarter finns listade i Catalogue of Life.